# جاده سنگ‌فرش کمردوغ
جاده سنگ‌فرش کمردوغ در شهرستان کهگیلویه، روستای کمردوغ واقع شده و این اثر در تاریخ ۹ اردیبهشت ۱۳۸۲ با شمارهٔ ثبت ۸۴۱۲ به‌عنوان یکی از آثار ملی ایران به ثبت رسیده است.